# Волков, Фёдор Андреевич
Фёдор Андреевич Волков (17 февраля 1898, д. Косколово, Ямбургский уезд, Санкт-Петербургская губерния — 23 декабря 1954, Москва) — советский военачальник, генерал-лейтенант (2.11.1944). Герой Советского Союза (6.04.1945).

## Биография
Родился 17 февраля 1898 года в деревне Косколово Ямбургского уезда Санкт-Петербургской губернии (ныне — в Кингисеппском районе Ленинградской области) в ижорской многодетной (9 детей) крестьянской семье. Закончил шесть классов земского училища в 1909 году. Работал молотобойцем в сельской кузнице родного села. С октября 1913 года жил в Петрограде, работал подручным котельщика-сборщика в мастерской Павеля (Пелля) на Васильевском острове.

### Первая мировая и гражданская войны
В марте 1916 года добровольцем зачислен в Русскую императорскую армию. Служил в 1-м пехотном запасном полку в Петрограде. С того же года принимал участие в боях Первой мировой войны в рядах 148-го Каспийского пехотного полка 37-й пехотной дивизии на Румынском фронте. Особенно отличился в разведках в тыл противника в Карпатах юго-западнее Черновиц. За отвагу награждён тремя Георгиевскими крестами, произведён в чин старшего унтер-офицера и назначен командиром взвода. В конце ноября 1917 года переведён в запасной полк в Ямбурге. В марте 1918 года демобилизован.
С марта 1918 года был инструктором в отряде Красной Гвардии города Ямбург.
С июня 1918 года служил в рядах РККА красноармейцем в 1-й Кронштадтской сапёрной роте, с сентября 1918 года — командиром отделения 1-го Ямбургского резервного полка Всеобуча. С декабря 1918 по февраль 1919 года учился на организационно-инструкторских курсах Всеобуча Петроградского военного округа, после их окончания — начальник отдела Всеобуча в одной из волостей Ямбургского уезда. Принимал участие в боях Гражданской войны. Во время первого наступления на Петроград армии генерала Н. Н. Юденича в конце мая 1919 года попал в плен под станцией Вруда. В начале июня был мобилизован в Белую армию телефонистом, а уже 5 июля на станции Волосово бежал и перебрался через линию фронта. Однако у красных его обвинили в дезертирстве и в добровольном поступлении на службу к белым, за что приговором военного трибунала 2-й стрелковой дивизии был приговорён к расстрелу условно с оставлением для исправления на службе.
Служил в отряд особого назначения при военном трибунале дивизии, с августа 1919 года командовал взводом в 1-м сводном, 12-м и 11-м стрелковых полках 2-й стрелковой дивизии на границе с Латвией и на Западном фронте. Принимал участие в советско-польской войне и в борьбе с белыми бандформированиями в Белоруссии. в 1919 году, на фронте стал командиром роты и батальона. В 1919 году вступил в ряды РКП(б). В боях против польских войск неоднократно отличился, особенно при взятии Брест-Литовска, за что представлен к награждению своим первым орденом Красного Знамени.
С ноября 1920 года находился на учёбе, весной 1921 года окончил курсы старших строевых начальников при Объединённой военной школе при штабе Западного фронта в Смоленске. Во время учёбы принимал участие в подавлении Кронштадтского восстания, за героизм при штурме Кронштадта в марте 1921 года представлен к награждению своим вторым орденом. Оба ордена получил в 1922 году, став дважды кавалером ордена Красного Знамени, что было исключительно высокой наградой для того времени.

### Межвоенное время
В июне 1921 года был назначен на должность помощника командира отдельного полка при Особом отделе штаба Западного фронта, в ноябре 1921 года — на должность командира взвода и помощника командира Ямбургской роты ЧОН. С апреля 1922 — временный командующий войсками ЧОН Мурманской губернии. С сентября 1922 — помощник начальника по учебной части повторных курсов ЧОН Петроградского военного округа. С мая 1923 года — командир роты 60-го стрелкового полка 20-й стрелковой дивизии Петроградского военного округа.
С октября 1923 года руководил тактическими занятиями военной кафедры в Военно-политической академии имени М. Г. Толмачёва, в сентябре сам стал учащимся этой академии. В 1928 году окончил эту же академию.
В сентябре 1928 года был назначен на должность помощника по политчасти начальника Полтавской школы переподготовки командиров запаса, в мае 1930 года — на должность командира и комиссара 243-го стрелкового полка 81-й стрелковой дивизии (Московский военный округ, г. Медынь), в апреле 1932 года — на должность командира и комиссара 4-го стрелкового полка 2-й стрелковой дивизии Особого стрелкового корпуса на Дальнем Востоке (затем полк был преобразован в 196-й стрелковый полк 66-й стрелковой дивизии Приморской группы войск. С июля 1937 года — командир 1-й отдельной строительной бригады Особой Краснознамённой Дальневосточной армии, одновременно начальник строительного отдела штаба ОКДВА. С осени 1937 года — начальник строевого отдела Управления по военному строительству на Дальнем Востоке.
В декабре 1939 года Волков был уволен из рядов РККА. По утверждению его сына, подвергался аресту и несколько месяцев провёл в тюрьме НКВД в Хабаровске . Однако через несколько месяцев смог устроиться на работу заведующим военной кафедрой и преподавателем физической географии Калининского государственного педагогического института.

### Великая Отечественная война
В августе 1941 года был восстановлен в рядах армии и был назначен на должность начальника оперативного отделения штаба 33-й запасной стрелковой бригады Московского военного округа. В рядах действующей армии на фронтах Великой Отечественной войны с октября 1941 года. В начале октября 1941 года, в условиях начавшегося немецкого генерального наступления на Москву и разгрома советских войск Западного и Резервного фронтов, полковник Ф. А. Волков получил приказ срочно сформировать стрелковый полк в Люберцах. Через несколько дней 2-й особый Люберецкий полк был передан 43-й армии Западного фронта, выполнял боевую задачу любой ценой остановить немецкое наступление на серпуховском направлении и ценой больших потерь выполнил приказ. С 30 октября по 13 декабря 1941 года командовал 1316-м стрелковым полком 17-й стрелковой дивизии в той же армии, продолжая оборонять Москву.
В декабре 1941 года был назначен на должность командира формирующейся в городе Балахна 310-й стрелковой дивизии (с 7.01.1942 124-я стрелковая дивизия, с 28.01.1942 145-я стрелковая дивизия), в феврале 1942 года во главе дивизии прибыл на Калининский фронт, воевал в составе 4-й ударной и 43-й (с октября 1942) армий. Принимал участие в Торопецко-Холмской, Демянской и Ржевско-Вяземской операциях.
Постановлением СНК СССР от 3 мая 1942 года № 615 полковнику Фёдору Андреевичу Волкову присвоено воинское звание «генерал-майор».
21 августа 1943 года был назначен на должность командира 91-го стрелкового корпуса, которым командовал до конца войны. Корпус воевал в составе 43-й и 69-й армий на Калининском и 1-м Белорусском фронтах. Корпус отличился в ходе Духовщинско-Демидовской операции, освободив в сентябре 1943 года Рибшево и Демидов (Смоленская область).
Фёдор Андреевич Волков отличился в ходе Белорусской наступательной операции, где корпус под командованием Волкова действовал в составе 69-й армии. В ходе Люблин-Брестской операции корпус прорвал оборону противника на реках Западный Буг и Венш, освободил город Хелм (Польша), а 31 июля 1944 года форсировал Вислу южнее города Пулавы и в течение августа 1944 года удерживал плацдарм на левом берегу реки.
В ходе Белорусской стратегической наступательной операции летом 1944 года корпус генерала Волкова форсировал с ходу реки Западный Буг и Вепш, освободил город Хелм. Преследуя противника, сформировал несколько сильных подвижных передовых отрядов, которые стремительно прорвались к реке Висла и с ходу форсировали её в районе польского города Пулавы. Вслед за ними на плацдарм Волков быстро переправил и все стрелковые дивизии своего корпуса. Так был захвачен стратегически важный Пулавский плацдарм. Весь август 1944 года части корпуса отбивали немецкие попытки уничтожить плацдарм и сами неуклонно расширяли и укрепляли его. Сам командир корпуса на плацдарме был контужен, но от эвакуации в тыл отказался, оставшись со своими бойцами. За эту операцию 17 сентября 1944 года был представлен к присвоению звания Героя Советского Союза.
Указом Президиума Верховного Совета СССР за умелое управление вверенными войсками и проявленные при этом мужество и героизм от 6 апреля 1945 года генерал-лейтенанту Фёдору Андреевичу Волкову присвоено звание Героя Советского Союза с вручением ордена Ленина и медали «Золотая Звезда» (№ 5193).
Постановлением СНК СССР от 2 ноября 1944 года № 1540 генерал-майору Фёдору Андреевичу Волкову присвоено воинское звание «генерал-лейтенант».
После представления к высшей награде Ф. А. Волков принимал участие в Висло-Одерской операции. Участвуя в Берлинской наступательной операции, корпус под командованием генерал-лейтенанта Волкова во второй половине апреля 1945 года штурмом овладел городом Франкфурт-на-Одере и принял участие в уничтожении франкфуртской группировки врага. Войну корпус окончил на Эльбе.

### Послевоенная карьера

Могила Ф. А. Волкова на Новодевичьем кладбище Москвы.

С июля 1945 по апрель 1948 года служил на должности заместителя командующего 3-й ударной армией в Группе советских оккупационных войск в Германии. В 1945 году одновременно несколько месяцев исполнял обязанности военного коменданта столицы провинции Саксония города Магдебург. В июне 1948 года направлен на учёбу.
В 1949 году окончил Высшие академические курсы при Высшей военной академии имени К. Е. Ворошилова (Приказом Военного министра СССР в июле 1950 года ему предоставлены права лица, окончившего академию). С мая 1949 года Волков работал в этой академии на должности старшего преподавателя кафедры тактики высших соединений, а затем — кафедры оперативного искусства (с февраля 1950). Кандидат военных наук.
Ф. А. Волков умер 23 декабря 1954 года в Москве. Похоронен на Новодевичьем кладбище (участок 4).

## Награды
- Медаль «Золотая Звезда» Героя Советского Союза (6.04.1945);
- Два ордена Ленина (21.02.1945, 6.04.1945);
- Четыре ордена Красного Знамени (16.02.1922, 7.06.1922[6], 3.11.1944, 17.05.1951);
- Два ордена Кутузова 1-й степени (23.08.1944, 29.05.1945);
- Орден Суворова 2-й степени (22.09.1943);
- Медаль «За оборону Москвы»
- Медаль «За взятие Берлина»
- Медаль «За освобождение Варшавы»
- Другие медали СССР[7];
- Орден Крест Грюнвальда 3-й степени (Польша)
- Медаль «За Одру, Нису и Балтику» (Польша)
- Медаль «За Варшаву 1939—1945» (Польша)

Российская империя
- Георгиевский крест 2-й степени (5.11.1917)[8]
- Георгиевский крест 3-й степени (5.11.1917)[9]
- Георгиевский крест 4-й степени (3.05.1917)[10]

## Память
- В деревне Косколово Кингисеппского района сохранился дом, в котором родился Герой Советского Союза генерал-лейтенант Ф. А. Волков, на доме в 2010 году установлена мемориальная доска.